# Cowlitz
 Ovo je glavno značenje pojma Cowlitz. Za druga značenja pogledajte Cowlitz (razdvojba).
Cowlitz, pleme ili grupa plemena američkih Indijanaca porodice Salishan s donjeg i srednjeg toka rijeke Cowlitz na zapadu Washingtona. Cowlitzi se sastoje od nekoliko srodnih skupina: Lower Cowlitz ili Stlpulimuhkl, Upper Cowlitz ili Taidnapam (Taitinapum), Lewis River Cowlitz i Mountain Cowlitz. Rana populacija iznosila je oko 300, a prema Mooneyu (1928) oko 1,000 uključujući Humptulipse i Chehalise. Prema Judith W. Irwin s Lower Columbia Collega, 1800.-tih godina Lower Cowlitzi (znači bez Taidnapama) imali su preko 30 sela niz Cowlitz od Mossyrocka južno prema rijeci Columbia. Na mjestu današnjeg grada Longview nalazilo se njihovo selo Manse'la, a drugo poznato po imenu, Awi'mani, na ušću rijeke Coweman. Ovo je pleme svakako bilo mnogo snažnije i brojnije nego što to procjenjuju NAHDB i uvijek skromni James Mooney. Susjedni Taidnapami ili Upper Cowlitzi preko ženidbi sa susjednim šahaptinskim plemenima prihvaćaju šahaptinski jezik, pa ih danas klasificiraju među Shahaptian govornike. 
Brojno stanje Lower Cowlitza ili Cowlitza 2000. iznosi preko 1,400 naseljenih u okrugu Cowlitz, a ima ih i po rezervatima Chehalis i Puyallup.
Kultura Cowlitza pripada području Sjeverozapadne obale, a ribolov glavni izvor prehrane. Ribarsko pleme pleme Kwaiailk s gornjeg toka Chehalisa čiji je broj iznosio 216 (prema Gibbsu) pridružio se 1877. Cowlitzima.

## Vanjske poveznice
- The Cowlitz Indian Tribe
- Cowlitz Indian Tribe
- Cowlitz Indians  Arhivirana inačica izvorne stranice od 7. ožujka 2014. (Wayback Machine)
- Cowlitz Tribe  Arhivirana inačica izvorne stranice od 9. svibnja 2008. (Wayback Machine)